# Duitse deelstaatverkiezingen in Hessen 2013
De verkiezingen van 2013 voor de negentiende Landdag van de Duitse deelstaat Hessen werden gehouden op 22 september 2013.

## Stemming
| Partij    | Percentage van de stemmen | Zetels |
| --------- | ------------------------- | ------ |
| CDU       | 38,3 %                    | 47     |
| SPD       | 30,7 %                    | 37     |
| GRÜNE     | 11,1 %                    | 14     |
| Die Linke | 5,2 %                     | 6      |
| FDP       | 5,0 %                     | 6      |
| Overigen  | 9,7 %                     | 0      |
| Totaal    | 100 %                     | 110    |

De andere partijen die meededen haalden de kiesdrempel van 5% niet. Het opkomstpercentage bedroeg 73,2%.
Ten opzichte van de vorige deelstaatverkiezingen wonnen de SPD flink en verloor de FDP fors.
Na de verkiezingen vormde de CDU een coalitie met The Greens en bleef Bouffier in functie.
Op grond van de verkiezingen kon CDU en GRÜNE een Landsregering vormen.
Op 18 januari 2014 heeft het nieuw gekozen deelstaatparlement Volker Bouffier herkozen als de Hessische minister-president. Hij leidt een zwart-groene coalitie van CDU en GRÜNE (zij beschikken tezamen over 61 van de 110 zetels in het deelstaatparlement).